# 李殿圖
李殿圖（？—1812年），清朝官員，直隸高陽人。
乾隆三十一年（1766年）丙戌科進士，改翰林院庶吉士，散館授編修，歷任同考官、湖南鄉試正考官、會試同者官、廣西道監察御史、廣西學政、山東道監察御史、轉掌河南道監察御史、禮科給事中。嘉慶六年（1801年）任福建巡撫。
他於福建巡撫任內，諭以外省陣亡官弁、兵丁、鄉勇為數較多，特地於原籍府、州建祠致祭，以激勵將士士氣。另外，也致力於平定閩臺兩地海賊盜匪。除此，也制定添募兵丁口糧、燂洗船隻等費，以有效遏止蔡牽盜亂。

## 延伸阅读
[在维基数据编辑]
 《清史稿·卷359》，出自趙爾巽《清史稿》